# 케이사인
주식회사 케이사인(Ksign)은 경기도 과천시에 본사를 둔 신원 보호 및 인증 기업이다.

## 내용주
1. ↑  2025년 3월 7일부로 지분 매각